# World Games 2017/Boules
Bei den World Games 2017 wurden vom 22. bis 24. Juli 2017 insgesamt 12 Wettbewerbe im Boules durchgeführt.

## Wettbewerbe und Zeitplan
| Wettbewerbe            | Juli | Juli | Juli |
| Damen                  | 22.  | 23.  | 24.  |
| ---------------------- | ---- | ---- | ---- |
| Schießspiel            |      |      |      |
| Präzisions-Schießspiel |      |      |      |
| Pétanque Einzel        |      |      |      |
| Pétanque Doppel        |      |      |      |
| Raffa Einzel           |      |      |      |
| Raffa Doppel           |      |      |      |
| Herren                 | 22.  | 23.  | 24.  |
| Schießspiel            |      |      |      |
| Präzisions-Schießspiel |      |      |      |
| Pétanque Einzel        |      |      |      |
| Pétanque Doppel        |      |      |      |
| Raffa Einzel           |      |      |      |
| Raffa Doppel           |      |      |      |

|  | Qualifikation |  | Finale |

## Ergebnisse

### Damen

#### Schießspiel

##### Vorrunde
| Platz | Land | Sportler             | Punkte |
| ----- | ---- | -------------------- | ------ |
| 1     | FRA  | Barbara Barthet      | 83     |
| 2     | CHN  | Yang Wang            | 80     |
| 3     | ITA  | Serena Traversa      | 75     |
| 4     | SLO  | Nina Volcina         | 67     |
| 5     | TUR  | Necla Sahin          | 64     |
| 6     | RUS  | Jekaterina Jerasowa  | 53     |
| 7     | CRO  | Virginia Bajric      | 42     |
| 8     | CHI  | Melisa Polito Molina | 40     |

##### Finalrunde
|  | Halbfinale | Halbfinale      | Halbfinale |                  |  | Finale | Finale   | Finale |
|  |            |                 |            |                  |  |        |          |        |
|  |            |                 |            |                  |  |        |          |        |
|  | FRA        | Barbara Barthet | X          |                  |  |        |          |        |
|  | SLO        | Nina Volcina    | X          |                  |  |        | abgesagt |        |
|  |            |                 |            |                  |  |        | abgesagt |        |
|  |            |                 |            |                  |  |        |          |        |
|  |            |                 |            | Spiel um Platz 3 |  |        |          |        |
|  | CHN        | Yang Wang       | X          |                  |  |        |          |        |
|  | ITA        | Serena Traversa | X          |                  |  |        | abgesagt |        |
|  |            |                 |            |                  |  |        | abgesagt |        |
|  |            |                 |            |                  |  |        |          |        |

##### Medaillengewinner
| Platz | Land                | Sportler        |
| ----- | ------------------- | --------------- |
| 1     | Frankreich          | Barbara Barthet |
| 2     | Volksrepublik China | Yang Wang       |
| 3     | ITA                 | Serena Traversa |

Anmerkung: Das Halbfinale und das Finale wurden abgesagt, weshalb die Platzierung der Qualifikation als Endergebnis gewertet wurde.

#### Präzisions-Schießspiel

##### Vorrunde
| Platz | Land | Sportler              | Punkte |
| ----- | ---- | --------------------- | ------ |
| 1     | CHN  | Xiaomin Guo           | 56     |
| 2     | CHI  | Sabrina Polito Molina | 33     |
| 3     | FRA  | Suzy Marie            | 31     |
| 4     | SLO  | Laura Skoberne        | 17     |
| 5     | ALG  | Samia Touloum         | 16     |
| 6     | MAR  | Fatiha Targahoui      | 15     |
| 7     | TUR  | Melike Boz            | 13     |
| 8     | ITA  | Caterina Venturini    | 11     |

##### Finalrunde
| Platz | Land | Sportler              | Punkte |
| ----- | ---- | --------------------- | ------ |
| 1     | CHN  | Xiaomin Guo           | 16     |
| 2     | FRA  | Suzy Marie            | 15     |
| 3     | SLO  | Laura Skoberne        | 10     |
| 4     | CHI  | Sabrina Polito Molina | 7      |

#### Pétanque Einzel

##### Vorrunde
| Platz | Land | Sportler                  | Punkte |
| ----- | ---- | ------------------------- | ------ |
| 1     | FRA  | Caroline Bourriaud        | 36     |
| 2     | CHN  | Guijin Chao               | 34     |
| 3     | THA  | Nantawan Fueangsanit      | 73     |
| 4     | MAD  | Vonifanja Rakotoalijohn   | 70     |
| 5     | BEL  | Camille Max               | 69     |
| 6     | ESP  | Veronica Martinez Latorre | 57     |
| 7     | GER  | Indra Lisa Waldbüßer      | 51     |
| 8     | POL  | Anna Szubielska           | 34     |

##### Finalrunde
|  | Halbfinale | Halbfinale              | Halbfinale |                  |  | Finale | Finale                  | Finale |
|  |            |                         |            |                  |  |        |                         |        |
|  |            |                         |            |                  |  |        |                         |        |
|  | FRA        | Caroline Bourriaud      | 24         |                  |  |        |                         |        |
|  | MAD        | Vonifanja Rakotoalijohn | 15         |                  |  | FRA    | Caroline Bourriaud      | 43     |
|  |            |                         |            |                  |  | THA    | Nantawan Fueangsanit    | 38     |
|  |            |                         |            |                  |  |        |                         |        |
|  |            |                         |            | Spiel um Platz 3 |  |        |                         |        |
|  | CHN        | Guijin Chao             | 33         |                  |  |        |                         |        |
|  | THA        | Nantawan Fueangsanit    | 44         |                  |  | MAD    | Vonifanja Rakotoalijohn | 14     |
|  |            |                         |            |                  |  | CHN    | Guijin Chao             | 36     |
|  |            |                         |            |                  |  |        |                         |        |

##### Medaillengewinner
| Platz | Land | Sportler             |
| ----- | ---- | -------------------- |
| 1     | FRA  | Caroline Bourriaud   |
| 2     | THA  | Nantawan Fueangsanit |
| 3     | CHN  | Guijin Chao          |

#### Pétanque Doppel

##### Vorrunde
Gruppe A
| Platz | Land | Sportler                                             | Siege (Spiele) |
| ----- | ---- | ---------------------------------------------------- | -------------- |
| 1     | MAD  | Vonifanja Rakotoalijohn / Ifidimalala Razanapalala   | 2 (2)          |
| 2     | FRA  | Caroline Bourriaud / Anne Maillard                   | 2 (3)          |
| 3     | GER  | Lea Mitschker / Indra Lisa Waldbüßer                 | 1(3)           |
| 4     | ESP  | Veronica Martinez Latorre / Maria Jose Perez Adelino | 0 (2)          |

Gruppe B
| Platz | Land | Sportler                                    | Siege (Spiele) |
| ----- | ---- | ------------------------------------------- | -------------- |
| 1     | THA  | Nantawan Fueangsanit / Phantipha Wongchuvej | 2 (2)          |
| 2     | BEL  | Nancy Barzin / Camille Max                  | 2 (3)          |
| 3     | CHN  | Guijin Chao / Lili Chao                     | 1 (3)          |
| 4     | POL  | Agnieszka Kupiec / Anna Szubielska          | 0 (2)          |

##### Finalrunde
|  | Halbfinale | Halbfinale                   | Halbfinale |                  |  | Finale | Finale                       | Finale |
|  |            |                              |            |                  |  |        |                              |        |
|  |            |                              |            |                  |  |        |                              |        |
|  | MAD        | Rakotoalijohn / Razanapalala | 10         |                  |  |        |                              |        |
|  | BEL        | Barzin / Max                 | 13         |                  |  | BEL    | Barzin / Max                 | 1      |
|  |            |                              |            |                  |  | THA    | Fueangsanit / Wongchuvej     | 13     |
|  |            |                              |            |                  |  |        |                              |        |
|  |            |                              |            | Spiel um Platz 3 |  |        |                              |        |
|  | THA        | Fueangsanit / Wongchuvej     | 13         |                  |  |        |                              |        |
|  | FRA        | Bourriaud / Maillard         | 0          |                  |  | MAD    | Rakotoalijohn / Razanapalala | 3      |
|  |            |                              |            |                  |  | FRA    | Bourriaud / Maillard         | 13     |
|  |            |                              |            |                  |  |        |                              |        |

##### Medaillengewinner
| Platz | Land | Sportler                                    |
| ----- | ---- | ------------------------------------------- |
| 1     | THA  | Nantawan Fueangsanit / Phantipha Wongchuvej |
| 2     | BEL  | Nancy Barzin / Camille Max                  |
| 3     | FRA  | Caroline Bourriaud / Anne Maillard          |

#### Raffa Einzel

##### Vorrunde
| Platz | Land | Sportler | Punkte |
| ----- | ---- | -------- | ------ |
| 1     | -    | -        | -      |
| 2     | -    | -        | -      |
| 3     | -    | -        | -      |
| 4     | -    | -        | -      |
| 5     | -    | -        | -      |
| 6     | -    | -        | -      |

##### Finalrunde
|  | Halbfinale | Halbfinale | Halbfinale |                  |  | Finale | Finale   | Finale |
|  |            |            |            |                  |  |        |          |        |
|  |            |            |            |                  |  |        |          |        |
|  |            | abgesagt   |            |                  |  |        |          |        |
|  |            | abgesagt   |            |                  |  |        | abgesagt |        |
|  |            |            |            |                  |  |        | abgesagt |        |
|  |            |            |            |                  |  |        |          |        |
|  |            |            |            | Spiel um Platz 3 |  |        |          |        |
|  |            | abgesagt   |            |                  |  |        |          |        |
|  |            | abgesagt   |            |                  |  |        | abgesagt |        |
|  |            |            |            |                  |  |        | abgesagt |        |
|  |            |            |            |                  |  |        |          |        |

##### Medaillengewinner
| Platz | Land | Sportler |
| ----- | ---- | -------- |
| 1     | -    | -        |
| 2     | -    | -        |
| 3     | -    | -        |

Anmerkung: Der Wettbewerb wurde abgesagt.

#### Raffa Doppel

##### Vorrunde
Gruppe A
| Platz | Land | Sportler                             | Siege (Spiele) |
| ----- | ---- | ------------------------------------ | -------------- |
| 1     | ARG  | Romina Bolatti / Maria Victoria Maiz | 2 (2)          |
| 2     | CHN  | Wefei Cen / Wei Zhang                | 2 (3)          |
| 3     | SUI  | Susanna Longoni / Laura Riso         | 1 (3)          |
| 4     | POL  | Ma Gorzata Kowalczyk / Olga Wasik    | 0 (2)          |

Gruppe B
| Platz | Land | Sportler                                 | Siege (Spiele) |
| ----- | ---- | ---------------------------------------- | -------------- |
| 1     | BRA  | Noeli Dalla Corte / Ana Caroline Martins | 2 (2)          |
| 2     | ITA  | Marina Braconi / Elisa Luccarini         | 2 (3)          |
| 3     | TUR  | Derya Gündüz / Vildan Tuncer             | 1 (3)          |
| 4     | SVK  | Svetlana Kyselova / Veronika Obrocnikova | 0 (2)          |

##### Finalrunde
|  | Halbfinale | Halbfinale            | Halbfinale |                  |  | Finale | Finale                | Finale |
|  |            |                       |            |                  |  |        |                       |        |
|  |            |                       |            |                  |  |        |                       |        |
|  | ARG        | Bolatti / Maiz        | 12         |                  |  |        |                       |        |
|  | ITA        | Braconi / Luccarini   | 6          |                  |  | ARG    | Bolatti / Maiz        | 12     |
|  |            |                       |            |                  |  | BRA    | Martins / Dalla Corte | 8      |
|  |            |                       |            |                  |  |        |                       |        |
|  |            |                       |            | Spiel um Platz 3 |  |        |                       |        |
|  | CHN        | Cen / Zhang           | 3          |                  |  |        |                       |        |
|  | BRA        | Martins / Dalla Corte | 12         |                  |  | ITA    | Braconi / Luccarini   | 9      |
|  |            |                       |            |                  |  | CHN    | Cen / Zhang           | 12     |
|  |            |                       |            |                  |  |        |                       |        |

##### Medaillengewinner
| Platz | Land | Sportler                                 |
| ----- | ---- | ---------------------------------------- |
| 1     | ARG  | Romina Bolatti / Maria Victoria Maiz     |
| 2     | BRA  | Ana Caroline Martins / Noeli Dalla Corte |
| 3     | CHN  | Wefei Cen / Wei Zhang                    |

### Herren

#### Schießspiel

##### Vorrunde
| Platz | Land | Sportler              | Punkte |
| ----- | ---- | --------------------- | ------ |
| 1     | FRA  | Guillaume Abelfo      | 84     |
| 1     | SLO  | Anze Petric           | 84     |
| 3     | CHN  | Panpan Li             | 70     |
| 4     | ITA  | Mauro Roggero         | 75     |
| 5     | AUS  | Santo Junior Pascuzzi | 56     |
| 6     | CHI  | Franco Barbano Arenas | 53     |
| 7     | MON  | Alexandre Trichard    | 51     |

##### Finalrunde
|  | Halbfinale | Halbfinale | Halbfinale |                  |  | Finale | Finale   | Finale |
|  |            |            |            |                  |  |        |          |        |
|  |            |            |            |                  |  |        |          |        |
|  |            | abgesagt   |            |                  |  |        |          |        |
|  |            | abgesagt   |            |                  |  |        | abgesagt |        |
|  |            |            |            |                  |  |        | abgesagt |        |
|  |            |            |            |                  |  |        |          |        |
|  |            |            |            | Spiel um Platz 3 |  |        |          |        |
|  |            | abgesagt   |            |                  |  |        |          |        |
|  |            | abgesagt   |            |                  |  |        | abgesagt |        |
|  |            |            |            |                  |  |        | abgesagt |        |
|  |            |            |            |                  |  |        |          |        |

Anmerkung: Das Halbfinale und das Finale wurden abgesagt, weshalb die Platzierungen der Qualifikation als Endergebnis gewertet wurde.

##### Medaillengewinner
| Platz | Land                | Sportler         |
| ----- | ------------------- | ---------------- |
| 1     | Frankreich          | Guillaume Abelfo |
| 2     | Slowenien           | Anze Petric      |
| 3     | Volksrepublik China | Panpan Li        |

#### Präzisions-Schießspiel

##### Vorrunde
| Platz | Land | Sportler              | Punkte |
| ----- | ---- | --------------------- | ------ |
| 1     | FRA  | Gregory Chirat        | 45     |
| 2     | ARG  | Nicolas Pretto        | 38     |
| 3     | CRO  | Cubela Pero           | 37     |
| 4     | BIH  | Ivan Galoic           | 35     |
| 5     | CHN  | Wentao Suo            | 26     |
| 6     | ITA  | Davide Manolino       | 26     |
| 7     | AUS  | Santo Junior Pascuzzi | 24     |
| 8     | MON  | Florian Valerie       | 9      |

##### Finale
| Platz | Land | Sportler       | Punkte |
| ----- | ---- | -------------- | ------ |
| 1     | ARG  | Nicolas Pretto | 20     |
| 2     | CRO  | Cubela Pero    | 17     |
| 3     | FRA  | Gregory Chirat | 17     |
| 4     | BIH  | Ivan Galoic    | 13     |

#### Pétanque Einzel

##### Vorrunde
| Platz | Land | Sportler                              | Punkte |
| ----- | ---- | ------------------------------------- | ------ |
| 1     | ITA  | Diego Rizzi                           | 67     |
| 2     | BEL  | Claudy Weibel                         | 56     |
| 3     | THA  | Thanakorn Sangkaew                    | 103    |
| 4     | FRA  | Henri Lacroix                         | 90     |
| 5     | MAD  | Tafita Angello Mickael Andriamahandry | 90     |
| 6     | DEN  | Morten Junge Olsen                    | 77     |
| 7     | ESP  | Manuel Romero                         | 69     |
| 8     | POL  | Jędrzej Sliz                          | 67     |

##### Finalrunde
|  | Halbfinale | Halbfinale         | Halbfinale |                  |  | Finale | Finale             | Finale |
|  |            |                    |            |                  |  |        |                    |        |
|  |            |                    |            |                  |  |        |                    |        |
|  | ITA        | Diego Rizzi        | 53         |                  |  |        |                    |        |
|  | FRA        | Henri Lacroix      | 55         |                  |  | FRA    | Henri Lacroix      | 60     |
|  |            |                    |            |                  |  | THA    | Thanakorn Sangkaew | 53     |
|  |            |                    |            |                  |  |        |                    |        |
|  |            |                    |            | Spiel um Platz 3 |  |        |                    |        |
|  | BEL        | Claudy Weibel      | 42         |                  |  |        |                    |        |
|  | THA        | Thanakorn Sangkaew | 58         |                  |  | ITA    | Diego Rizzi        | 45     |
|  |            |                    |            |                  |  | BEL    | Claudy Weibel      | 39     |
|  |            |                    |            |                  |  |        |                    |        |

##### Medaillengewinner
| Platz | Land | Sportler           |
| ----- | ---- | ------------------ |
| 1     | FRA  | Henri Lacroix      |
| 2     | THA  | Thanakorn Sangkaew |
| 3     | ITA  | Diego Rizzi        |

#### Pétanque Doppel

##### Vorrunde
Gruppe A
| Platz | Land | Sportler                                 | Siege (Spiele) |
| ----- | ---- | ---------------------------------------- | -------------- |
| 1     | THA  | Thanakorn Sangkaew / Sarawut Sriboonpeng | 2 (2)          |
| 2     | ESP  | Enrique Catalan / Manuel Romero          | 2 (3)          |
| 3     | FRA  | Henri Lacroix / Philippe Quintais        | 1 (3)          |
| 4     | DEN  | Anders Erlandsen / Morten Junge Olsen    | 0 (2)          |

Gruppe B
| Platz | Land | Sportler                                                          | Siege (Spiele) |
| ----- | ---- | ----------------------------------------------------------------- | -------------- |
| 1     | ITA  | Fabio Dutto / Diego Rizzi                                         | 2 (2)          |
| 2     | MAD  | Tafita Angello Mickael Andriamahandry / Limsoon Solo Rasamimanana | 2 (3)          |
| 3     | POL  | Andrzej Sliz / Jędrzej Sliz                                       | 1 (3)          |
| 4     | BEL  | Andre Marcel Lozano / Claudy Weibel                               | 0 (2)          |

##### Finalrunde
|  | Halbfinale | Halbfinale                    | Halbfinale |                  |  | Finale | Finale                        | Finale |
|  |            |                               |            |                  |  |        |                               |        |
|  |            |                               |            |                  |  |        |                               |        |
|  | THA        | Sangkaew / Sriboonpeng        | 13         |                  |  |        |                               |        |
|  | MAD        | Andriamahandry / Rasamimanana | 12         |                  |  | THA    | Sangkaew / Sriboonpeng        | 3      |
|  |            |                               |            |                  |  | ITA    | Dutto / Rizzi                 | 13     |
|  |            |                               |            |                  |  |        |                               |        |
|  |            |                               |            | Spiel um Platz 3 |  |        |                               |        |
|  | ITA        | Dutto / Rizzi                 | 13         |                  |  |        |                               |        |
|  | ESP        | Catalan / Romero              | 8          |                  |  | MAD    | Andriamahandry / Rasamimanana | 5      |
|  |            |                               |            |                  |  | ESP    | Catalan / Romero              | 13     |
|  |            |                               |            |                  |  |        |                               |        |

##### Medaillengewinner
| Platz | Land | Sportler                                 |
| ----- | ---- | ---------------------------------------- |
| 1     | ITA  | Fabio Dutto / Diego Rizzi                |
| 2     | THA  | Thanakorn Sangkaew / Sarawut Sriboonpeng |
| 3     | ESP  | Enrique Catalan / Manuel Romero          |

#### Raffa Einzel

##### Vorrunde
| Platz | Land | Sportler | Punkte |
| ----- | ---- | -------- | ------ |
| 1     | -    | -        | -      |
| 2     | -    | -        | -      |
| 3     | -    | -        | -      |
| 4     | -    | -        | -      |
| 5     | -    | -        | -      |
| 6     | -    | -        | -      |

##### Finalrunde
|  | Halbfinale | Halbfinale | Halbfinale |                  |  | Finale | Finale   | Finale |
|  |            |            |            |                  |  |        |          |        |
|  |            |            |            |                  |  |        |          |        |
|  |            | abgesagt   |            |                  |  |        |          |        |
|  |            | abgesagt   |            |                  |  |        | abgesagt |        |
|  |            |            |            |                  |  |        | abgesagt |        |
|  |            |            |            |                  |  |        |          |        |
|  |            |            |            | Spiel um Platz 3 |  |        |          |        |
|  |            | abgesagt   |            |                  |  |        |          |        |
|  |            | abgesagt   |            |                  |  |        | abgesagt |        |
|  |            |            |            |                  |  |        | abgesagt |        |
|  |            |            |            |                  |  |        |          |        |

##### Medaillengewinner
| Platz | Land | Sportler |
| ----- | ---- | -------- |
| 1     | -    | -        |
| 2     | -    | -        |
| 3     | -    | -        |

Anmerkung: Der Wettbewerb wurde abgesagt.

#### Raffa Doppel

##### Vorrunde
Gruppe A
| Platz | Land | Sportler                                | Siege (Spiele) |
| ----- | ---- | --------------------------------------- | -------------- |
| 1     | BRA  | Volnei Branchi / Nei Luiz Cenci         | 2 (2)          |
| 2     | ITA  | Giuliano Di Nicola / Gianluca Formicone | 2 (3)          |
| 3     | SUI  | Valentino Ortelli / Luca Rodoni         | 1 (3)          |
| 4     | POL  | Cezary Nowakowski / Cyryl Z Otogorski   | 0 (2)          |

Gruppe B
| Platz | Land | Sportler                                          | Siege (Spiele) |
| ----- | ---- | ------------------------------------------------- | -------------- |
| 1     | AUT  | Gunther Baur / Philipp Wolfgang                   | 2 (2)          |
| 2     | SMR  | Enrico Dall’Olmo / Jacopo Frisoni                 | 2 (3)          |
| 3     | CHI  | Aldo Bavestrello Sturla / Rudolfo Galvez Monsalve | 1 (3)          |
| 4     | USA  | Chris Cardello / John Liberto                     | 0 (2)          |

##### Finalrunde
|  | Halbfinale | Halbfinale            | Halbfinale |                  |  | Finale | Finale                | Finale |
|  |            |                       |            |                  |  |        |                       |        |
|  |            |                       |            |                  |  |        |                       |        |
|  | BRA        | Branchi / Cenci       | 10         |                  |  |        |                       |        |
|  | SMR        | Dall’Olmo / Frisoni   | 12         |                  |  | SMR    | Dall’Olmo / Frisoni   | 7      |
|  |            |                       |            |                  |  | ITA    | Di Nicola / Formicone | 12     |
|  |            |                       |            |                  |  |        |                       |        |
|  |            |                       |            | Spiel um Platz 3 |  |        |                       |        |
|  | AUT        | Baur / Wolfgang       | 0          |                  |  |        |                       |        |
|  | ITA        | Di Nicola / Formicone | 12         |                  |  | BRA    | Branchi / Cenci       | 1      |
|  |            |                       |            |                  |  | AUT    | Baur / Wolfgang       | 12     |
|  |            |                       |            |                  |  |        |                       |        |

##### Medaillengewinner
| Platz | Land | Sportler                                |
| ----- | ---- | --------------------------------------- |
| 1     | ITA  | Giuliano Di Nicola / Gianluca Formicone |
| 2     | SMR  | Enrico Dall’Olmo / Jacopo Frisoni       |
| 3     | AUT  | Gunther Baur / Philipp Wolfgang         |

## Medaillenspiegel
| Medaillenspiegel | Medaillenspiegel    | Medaillenspiegel | Medaillenspiegel | Medaillenspiegel | Medaillenspiegel |
| Platz            | Land                | G                | S                | B                | Gesamt           |
| ---------------- | ------------------- | ---------------- | ---------------- | ---------------- | ---------------- |
| 01               | Frankreich          | 4                | 1                | 2                | 7                |
| 02               | Italien             | 2                | 0                | 2                | 4                |
| 03               | Argentinien         | 2                | 0                | 0                | 2                |
| 04               | Thailand            | 1                | 3                | 0                | 4                |
| 05               | Volksrepublik China | 1                | 1                | 3                | 5                |
| 06               | Slowenien           | 0                | 1                | 1                | 2                |
| 07               | Belgien             | 0                | 1                | 0                | 1                |
| 07               | Brasilien           | 0                | 1                | 0                | 1                |
| 07               | Kroatien            | 0                | 1                | 0                | 1                |
| 07               | San Marino          | 0                | 1                | 0                | 1                |
| 11               | Spanien             | 0                | 0                | 1                | 1                |
| 11               | Österreich          | 0                | 0                | 1                | 1                |
| Total            | Total               | 10               | 10               | 10               | 30               |